# 弘仁式
弘仁式（こうにんしき）は、平安時代初期に編纂・施行された式。全40巻。三代格式（弘仁格式、貞観格式、延喜格式）の一つ。

## 編纂経緯
格式編纂の構想は、桓武天皇の頃から存在したが、嵯峨天皇の時代に「造格式所」を設置して、藤原冬嗣を総裁として藤原葛野麻呂・秋篠安人・藤原三守・橘常主・興原敏久らと事にあたらしめてから編纂事業が本格化した。
弘仁11年4月21日（820年6月5日）に弘仁格・弘仁式が同時に撰進され、その後修訂が加えられて10年後の天長7年10月7日（830年10月26日）に改めて撰進され、同年11月17日（同年12月5日）に施行されたが、その後完成した格式にも不備が見つかったために、更に筆削が行われ、承和7年4月20日（840年5月24日）に「遺漏紕繆」を改正して頒行が行われた。現存の弘仁格・弘仁式の条文はこの改正後のものと考えられている。

## 内容
従来、『八十一例』・『式部省例』・『民部省式』など、必要に応じて太政官及び諸官司で例もしくは式を作成していたが、ここにおいてこれら官司の例式や古事先例などを集めて取捨選択を行って改めて官司ごとに排列し、配するのに適切な官司が無い場合には巻末に雑式として一括した。『貞観式』制定後も同式に規定のない事項については、従来通り『弘仁式』を用いる事となっていたために混乱が生じた。このため、改めて統一的な『延喜式』が編纂されて、以後『弘仁式』・『貞観式』は用いられなくなった。
原文は全巻亡失しており、九条家本『延喜式』（現在国宝、東京国立博物館所蔵）の紙背文書に偶々遺された。巻十九式部下と巻二十五主税上の断簡及び、諸書に見える逸文のみが知られているに過ぎない。なお、30巻本写本と称するものが存在するが、これは偽書である。